# بيدرو يورينتي
بيدرو لورينتي (بالإسبانية: Pedro Llorente)‏ مدرب كرة قدم إسباني، من مواليد 19 أكتوبر 1897م، وقد درب ريال مدريد لمدة موسم واحد فقط 1926 إلى 1927 م.